# Der Bulle von Tölz: Tod in der Walpurgisnacht
Tod in der Walpurgisnacht (Arbeitstitel: Sterben im Mai) ist ein deutscher Fernsehfilm von Walter Bannert aus dem Jahr 1998 nach einem Drehbuch von Franz Xaver Sengmüller. Es ist die 18. Folge der Krimiserie Der Bulle von Tölz mit Ottfried Fischer als Hauptdarsteller in der Rolle des Hauptkommissars Benno Berghammer. Die Erstausstrahlung erfolgte am 16. August 1998 auf Sat.1.

## Handlung
Resi Berghammer gibt am Abend des 30. April ihrem Sohn Benno den Auftrag, die Gartenmöbel wegzuschließen, damit sie nicht dem Treiben in der Walpurgisnacht zum Opfer fallen. Der Kommissar geht jedoch lieber schlafen, weil er diese Möbel schon als Kind schrecklich fand. Am nächsten Morgen sind sie tatsächlich verschwunden, und Resi verlangt, dass die Polizei sich darum kümmert.
Die Bewohner Untermachtlfings und Obermachtlfings pflegen den Brauch des gegenseitigen Maibaum-Stehlens in der Nacht zum 1. Mai. Doch diesmal endet der Streit nicht so glimpflich wie sonst: Am nächsten Morgen wird Roman Kronsdorfer tot aufgefunden. Es stellt sich heraus, dass er zuerst überfahren und dann mit einem Messer erstochen wurde.
Die Kommissare Benno Berghammer und Sabrina Lorenz finden heraus, dass Florian Auracher, der Julia Geisreiter nachstellt, wahrscheinlich für den Unfall verantwortlich ist. Während sie Auracher verhören, taucht ein junger Mann im Kommissariat auf, um sein Gewissen zu erleichtern: Er habe – mit Florian Auracher als Beifahrer – Roman Kronsdorfer versehentlich überfahren, und als er habe anhalten wollen, sei Auracher ihm auf den Gasfuß gestiegen. Auracher kommt nun nicht mehr darum herum, die Fahrerflucht zuzugeben, den Mord bestreitet er jedoch.
Julia Geisreiter war die heimliche Geliebte des Opfers – heimlich deshalb, weil ihrer beider Familien seit 100 Jahren zerstritten sind. Julia ist von Roman schwanger und bittet die Kommissare, ihren strengen Vater darüber zu informieren. Als sie dieser Bitte nachkommen, gerät Jacob Geisreiter außer sich, doch Benno Berghammer und Sabrina Lorenz konfrontieren ihn mit seiner heimlichen Affäre mit der Frau des eifersüchtigen Grillhähnchenverkäufers Karl Ferstl, worauf Julias Vater einlenkt.
Schließlich gerät der Großvater des Opfers, Pankraz Kronsdorfer, unter Verdacht, weil er des Öfteren nachts herumschleicht. Er gibt zu, seinen Enkel so schwer verletzt aufgefunden zu haben, dass er ihn habe „erlösen“ müssen. Unter dem Vorwand, noch etwas anziehen zu wollen, geht Pankraz Kronsdorfer alleine ins Haus und wird kurz darauf erhängt aufgefunden.
Da Resi Berghammers alte Gartenmöbel nicht wieder aufgetaucht sind, schenkt Benno ihr neue zum gerade anstehenden Geburtstag.

## Hintergrund
Die Dreharbeiten fanden in Bad Tölz sowie in Neufahrn („Gasthaus Geisreiter“ in Untermachtlfing) und Dietramszell („Gasthaus Kronsdorfer“ in Obermachtlfing) statt; als Schauplatz für die „Pension Resi“ diente das Hollerhaus Irschenhausen.